# 뉘른베르거 플라츠역
뉘른베르거 플라츠역(U-Bahnhof Nürnberger Platz)은 베를린 샤를로텐부르크빌머스도르프구에 있었던 현재 U3의 역이었다. 빌머스도르프-달렘 지하철도(Wilmersdorf-Dahlemer Untergrundbahn) 건설 당시에 개통했으며, 뉘른베르크 광장(Nürnberger Platz) 아래의 현재의 빌머스도르프/샤를로텐부르크의 경계선에 인접한 곳에 위치해 있었다. 1913년 10월 12일 개통 당시에는 비텐베르크플라츠역-호엔촐레른플라츠역 사이의 유일한 중간역이었다.
역사는 알프레드 그레난데르가 설계했으며, 호흐반게젤샤프트의 동시대의 다른 지하역과 유사하게 건설되었다. 울란트슈트라세역이 이 역의 구조와 상당히 유사하다. 승강장 중앙은 철제 기둥으로 지지되었다. 역명판은 타원형 타일 위에 설치되었고, 광고판은 녹색 테두리로 마감되었다.
샤를로텐부르크 방면의 북쪽 출입구는 간단한 철제 기둥으로 건설되었으며, 빌머스도르프 방면의 남쪽 출입구는 빌헬름 라이트게벨(Wilhelm Leitgebel)이 설계한 다른 빌머스도르프 구간 지하철역과 유사한 형태로 건설되었다. 1920년대 말에 해당 출입구가 단순한 형태로 재건축되었다.
제2차 세계 대전 당시 연합군에 의한 베를린 폭격으로 역이 파괴되었고, 종전 이후에 복구되었다. U3과 U9의 신규 환승역으로 슈피헤른슈트라세역을 신설하게 되면서, 1959년 6월 1일 역이 폐지 및 철거되었다. 대체 역사로 1961년 아우크스부르거 슈트라세역이 개통되었다. 현재 뉘른베르거 플라츠역이 있었던 자리에는 슈피헤른슈트라세역의 유치선이 설치되어 있다.

## 참고 문헌
- Jürgen Meyer-Kronthaler: Berlins U-Bahnhöfe. Die ersten hundert Jahre, be.bra verlag. Berlin, 2. korr. und erw. Auflage 1996, ISBN 3-930863-16-2; S. 188.
- Biagia Bongiorno: Verkehrsdenkmale in Berlin – Die Bahnhöfe der Berliner Hoch- und Untergrundbahn, Michael Imhof Verlag, Berlin 2007, ISBN 978-3-86568-292-5; S. 105 f., 109.